# (5867) 1988 RE
(5867) 1988 RE es un asteroide perteneciente a asteroides que cruzan la órbita de Marte descubierto el 11 de septiembre de 1988 por Jeffrey L. Phinney desde el Observatorio del Monte Palomar, Estados Unidos.

## Designación y nombre
Designado provisionalmente como 1988 RE.

## Características orbitales
1988 RE está situado a una distancia media del Sol de 1,821 ua, pudiendo alejarse hasta 2,280 ua y acercarse hasta 1,362 ua. Su excentricidad es 0,252 y la inclinación orbital 35,07 grados. Emplea 897,664 días en completar una órbita alrededor del Sol.

## Características físicas
La magnitud absoluta de 1988 RE es 15,2. Tiene 1,742 km de diámetro y su albedo se estima en 0,448. 